# Водоприймальний колодязь
Водоприймальний колодязь (рос.водопринимающий колодец, англ. water-receiving sump, нім. Sumpfbrunnen m) – у гірництві - колодязь, що служить для приймання і збирання шахтних (рудникових) вод безпосередньо з дренажних та водовідвідних канав. Креслення[недоступне посилання з червня 2019]
Вода з водоприймального колодязя насосами відкачується на поверхню.